# Jakub Kadák
Jakub Kadák (Trencsén, 2000. december 14. –) szlovák korosztályos válogatott labdarúgó, a svájci Luzern középpályása.

## Pályafutása

### Klubcsapatokban
Kadák a szlovákiai Trencsén városában született. Az ifjúsági pályafutását a helyi Trenčianske Stankovce csapatában kezdte, majd 2010-ben a Trenčín akadémiájánál folytatta.
2018-ban mutatkozott be a Trenčín első osztályban szereplő felnőtt csapatában. 2022. július 19-én négyéves szerződést kötött a svájci első osztályban érdekelt Luzern együttesével. Először a 2022. július 23-án, a Zürich ellen 0–0-ás döntetlennel zárult mérkőzés 74. percében, Joaquín Ardaiz cseréjeként lépett pályára. Első gólját 2022. szeptember 10-én, a Winterthur ellen idegenben 6–0-ra megnyert találkozón szerezte meg.

### A válogatottban
Kadák az U17-es és az U21-es korosztályú válogatottakban is képviselte Szlovákiát.
2020-ban debütált az U21-es válogatottban. Először a 2020. szeptember 8-ai, Svájc ellen 2–1-re elvesztett mérkőzés 76. percében, Dávid Ďurišt váltva lépett pályára. Első válogatott gólját 2020. november 17-én, Liechtenstein ellen 6–0-ra megnyert U21-es EB-selejtezőn szerezte meg.

## Statisztikák
2022. szeptember 17. szerint
| Klub     | Szezon   | Osztály            | Bajnokság | Bajnokság | Kupa  | Kupa | Nemzetközi | Nemzetközi | Összesen | Összesen |
| Klub     | Szezon   | Osztály            | Meccs     | Gól       | Meccs | Gól  | Meccs      | Gól        | Meccs    | Gól      |
| -------- | -------- | ------------------ | --------- | --------- | ----- | ---- | ---------- | ---------- | -------- | -------- |
| Trenčín  | 2017–18  | Fortuna Liga       | 2         | 0         | 0     | 0    | —          | —          | 2        | 0        |
| Trenčín  | 2018–19  | Fortuna Liga       | 4         | 0         | 0     | 0    | —          | —          | 4        | 0        |
| Trenčín  | 2019–20  | Fortuna Liga       | 17        | 4         | 3     | 3    | —          | —          | 20       | 7        |
| Trenčín  | 2020–21  | Fortuna Liga       | 30        | 2         | 3     | 2    | —          | —          | 33       | 4        |
| Trenčín  | 2021–22  | Fortuna Liga       | 28        | 13        | 4     | 2    | —          | —          | 32       | 15       |
| Trenčín  | Összesen | Összesen           | 81        | 19        | 10    | 7    | 0          | 0          | 91       | 26       |
| Luzern   | 2022–23  | Swiss Super League | 7         | 1         | 2     | 1    | —          | —          | 9        | 2        |
| Összesen | Összesen | Összesen           | 88        | 20        | 12    | 8    | 0          | 0          | 100      | 28       |

## Sikerei, díjai
Egyéni
- A szlovák első osztály gólkirálya: 2021–22 (13 góllal)

## Fordítás
Ez a szócikk részben vagy egészben  a   Jakub Kadák című angol Wikipédia-szócikk fordításán alapul.  Az eredeti cikk szerkesztőit annak laptörténete sorolja fel. Ez a jelzés csupán a megfogalmazás eredetét és a szerzői jogokat jelzi, nem szolgál a cikkben szereplő információk forrásmegjelöléseként.